# BitMe
BitMe (estilizado como bitMe) es un canal de televisión por suscripción latinoamericano, de origen mexicano, producido por Televisa Networks. Fue lanzado el 15 de julio de 2019, sustituyendo al canal Tiin.

## Historia
El proyecto del canal comenzó en 2018, cuando Televisa Networks propuso un nuevo canal enfocado a la programación de carácter gamer y cultura geek, tras el bajo índice de audiencia de su antecesor Tiin para poder llamar la atención del público joven. Se concreta la creación de BitMe en 2019.
El canal se lanzó el 15 de julio de 2019, con una programación variada de este tipo, con programas dedicados a los videojuegos, torneos gamers en vivo, además de una programación de anime, su primer programa emitido fue Los caballeros del zodiaco.
El 6 de enero de 2025, el canal cambio su programación a un canal 100 % de animes y dibujos animados, cambiando también su logo, con gráficas más de estilo asiático.

Logo utilizado desde 15 de julio de 2019 hasta 6 de enero de 2025

## Producciones

### Fuera del aire
- Agarra el control
- BitMe Deportes
- Campo de batalla
- Game-Volution
- Los Trasnochadores (Telehit)
- New Challenger
- Retro Game
- Shesports
- Tester
- Trigger and Fire
- Zero Control
- Arte Geek
- El Top Bitme K-Pop
- K-Pop Idols
- WTF+ (Web Tech Futuro)

## Conductores

### Retirados
- Javier Rodríguez
- Gus Rodríguez
- Guillermo Schutz
- Ale Delint
- Brigitte Grey
- Dany Kino
- Claudio Quiroz
- Betty Villalpando
- Skyshock
- Xavy Becker
- Ricardo Baranda
- Talia Eisset
- Andrea Arochi
- HulkBuster/Miguel
- Julian Huergo
- Enrique Garza
- Cynthia Aguet "Cindy X-TC"
- Silvia Gómez
- Miguel Ángel el Abuelo
- Densho